# Tocantins EC
Tocantins EC is een Braziliaanse voetbalclub uit Miracema do Tocantins in de staat Tocantins. Om verwarring te vermijden met Tocantins FC wordt de club ook wel Tocantins de Miracema genoemd. 

## Geschiedenis
De club werd opgericht in 1993 en nam dat jaar al deel aan het allereerste Campeonato Tocantinense.  De club neemt hieraan wisselend deel. Ondanks een tweede plaats in 1994 nam de club hierna pas weer in 1997 deel. Tussen 2001 en 2007 speelde de club, op twee seizoenen na, opnieuw in de hoogste klasse en daarna opnieuw van 2014 tot 2015.